# Niederegger
J. G. Niederegger GmbH & Co. KG — всесвітньо відомий виробник марципана та інших солодощів, розташований в німецькому місті Любек.

## Історія
Фірма «Niederegger» була заснована Йоганом Георгом Нідереггером (1777–1856) 1 березня 1806 року в місті Любеку. Особливу відомість фірма здобула завдяки своїм марципановим виробам, які швидко стали популярними в Любеку та у всій Німеччині. Після 50-річного ювілею фірми управління на себе взяв зять Й. Г. Нідереггера, так з часом виробництво стало сімейним бізнесом — сьогодні фірма знаходиться у володінні нащадків родини Нідереггер вже у восьмому поколінні. Свого розквіту фірма досягла в середині XIX століття. 1873 року марципан «Niederegger» отримав престижну нагороду на Всесвітній виставці у Відні.
1942 року під час бомбардування Любека англійцями будинок фірми було повністю знищено, а також були назавжди втрачені архіви компанії. 1948 року на тому самому місці було споруджено нову будівлю Niederegger. 2006 року в Любеку пройшло святкування 200-річчя заснування компанії «Niederegger».
Марципанові вироби Niederegger класифікуються як 100 % марципан і містять значно менше цукру порівняно з продукцією інших фірм — вишукані, вироблені з добірного і особливо запашного мигдалю Середземномор'я за старовинним рецептом, який зберігається в сектреті. У своєму різноманітті шедеври Нідереггер по праву вважаються найкращими в світі як в класичному виконанні, так і в колекціях на Різдво і на Великдень.
Нині в будинку фірми розташована кав'ярня Niederegger, однойменний магазин солодощів та музей марципана, що є однією з визначних пам'яток міста і улюбленим місцем дозвілля городян та гостей Любека.

## Кав'ярні

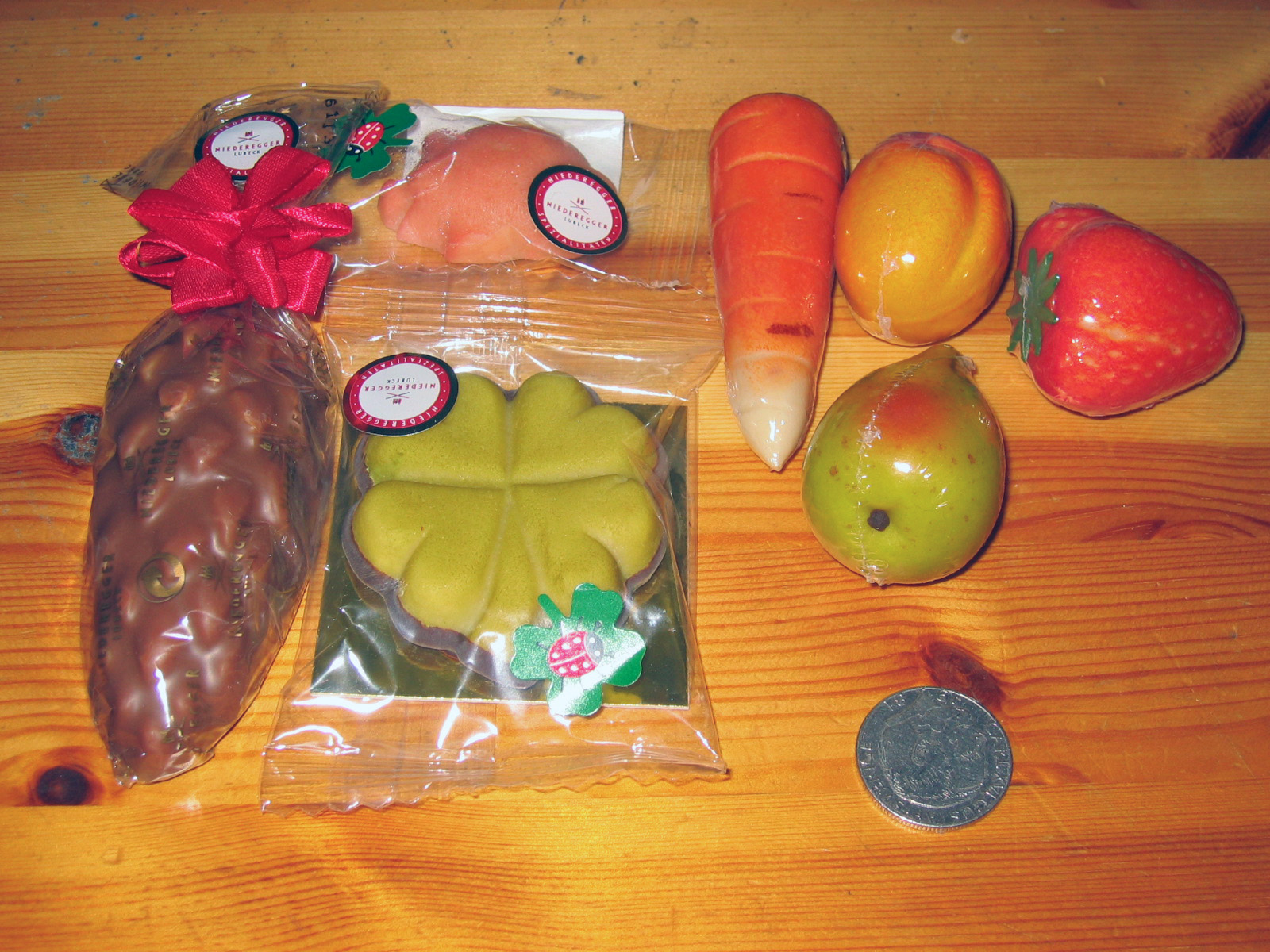
Зразки продукції фірми Niederegger

Загалом фірма Niederegger має три кав'ярні: 
- кав'ярня на першому поверсі головного осідку фірми на Breite Straße навпроти сходів ратуші.
- кав'ярня під аркадами поряд зі сходами ратуші.
- кав'ярня в Любеку-Травемюнде.

В кав'ярні відвідувачам пропонують 21 вид тортів, зокрема знаменитий горіховий торт Нідереггер (нім. Niederegger-Nusstorte), а також невеликі обідні страви. 